# Stadion (miara)
Stadion (gr. στάδιον, łac. stadium) – grecka miara długości, powstała w starożytnej Grecji.
Była równa 600 stopom. Długość stopy w greckich miastach się różniła, np. stopa olimpijska przeliczona na współczesny system metryczny daje 0,3205 m, stopa attycka – 0,296 m, zaś stopa eginecka – 0,333 m. Bardzo zróżnicowana była więc długość stadionu (wartości te różnią się w wielu opracowaniach). Na przykład:
- w Olimpii – 192,27 m[2][1] (192,28 m[3]),
- w Delfach – 177,36 m[3] lub 177,55 m[2],
- w Atenach – 181,30[3] lub 184,30 m[2],
- w Epidauros – 177,55 m[3] lub 181,30 m[2],
- w Milecie – 177,36[3],
- w Priene – 184,95 m[3] lub 191,39 m[2],
- w Delos – 167 m[2],
- w Istmii – 165 m[1].

Grecy uważali, że dystans jednego stadionu to odległość, jaką można było przebiec w najszybszym tempie bez odpoczynku lub na jednym oddechu. Według nich, takim wzorcowym biegaczem miał być Herakles (o jego biegu wzmiankuje m.in. Izydor z Sewilli).
Stadion stał się również podstawą dla innych większych miar odległości, np. dla konkurencji diaulos (δίαυλος), do wyścigów konnych hippikon (ιππικόν) = 4 stadia.
Do pomiarów obwodu Ziemi stadionów (stadiów) używał Eratostenes z Cyreny. Jeśli uznać (za irlandzkim astronomem Johnem Dreyerem), że stadion miał 157,5 m, to promień i obwód Ziemi wyliczone przez Eratostenesa są tylko o nieco ponad 1% mniejsze od obecnie znanych.